# Guglielmo Pepe
Guglielmo Pepe, né le 13 février 1783 à Squillace et mort le 8 août 1855 à Turin, est un général napolitain de l'Empire et un des acteurs du Risorgimento.

## Biographie
Guglielmo Pepe est un des 22 enfants de Gregorio Pepe (né en 1740) et Irene Assanti, avec le général Florestano Pepe et Stefano Pepe, chevalier de Malte. Son père est lui-même le fils de Giovanni Battista Pepe (né en 1695) et de la noble Rosa Soriano, tandis que sa mère est la tante de Cosimo Assanti et du général et sénateur Damiano Assanti, tous deux fils de Francesco Assanti et Maddalena Rodio.
Guglielmo Pepe est un jeune partisan de la République parthénopéenne de 1799, mais il doit s'exiler en France au retour des rois Bourbons. Il est incorporé dans la Légion italienne formée à Dijon, et se bat aux côtés des Français pendant la campagne italienne de Bonaparte en 1800. Revenu à Naples, il conspire et est condamné à la prison à perpétuité. Libéré en 1805, il sert les nouveaux rois, Joseph Bonaparte puis Joachim Murat. En 1809, il devient l’officier d’ordonnance de Murat avant de passer en 1810 en Espagne. En 1815, Murat le nomme lieutenant général. Il conserve son poste au retour des Bourbons.
En 1820, il est un des dirigeants du soulèvement de Naples contre le roi Ferdinand Ier, mais il est battu lors de l'intervention autrichienne à Rieti le 7 mars 1821. Condamné à mort par contumace, il passe à Barcelone puis à Lisbonne où il essaie de constituer un corps étranger pour les Cortès. Franc-maçon et carbonaro, il est en contact avec les différents mouvements. Il appartient d’ailleurs à différentes sociétés patriotiques à Madrid ou Cadix, et a fondé à Madrid dès 1821 la « société des Constitutionnels européens ». Il se réfugie ensuite à Londres, puis à Bruxelles et enfin à Paris en 1830. En 1848, il commande les troupes envoyées en Lombardie par le roi de Naples pour soutenir Charles-Albert de Sardaigne qui vient de déclarer la guerre aux Autrichiens. Quand l'armée napolitaine est rappelée par son roi, Pepe, accompagné par Girolamo Calà Ulloa, aide Manin à défendre Venise contre les Autrichiens. Après la défaite de Venise, il se réfugie de nouveau à Paris.
Après le rétablissement de l'Empire en décembre 1852, Pepe s'établit dans le royaume de Piémont-Sardaigne, à Nice puis à Turin.
Il est mort à Turin le 8 août 1855, et il fut enterré dans l'église de San Giorgio à Larino. En 1903 le prêtre Bellaroba dispersa ses cendres.
Il a publié plusieurs ouvrages sur les évènements auxquels il a participé.

## Publications
- (it) "Relazione delle circostanze relative agli avvenimenti politici e militari in Napoli nel 1820e 1821, diretta a S.M. il Re delle Due-Sicilie [...]" - Paris 1822.
- (it) "Memorie del generale Guglielmo Pepe intorno alla sua vita e ai recenti casi d'Italia scritte da lui medesimo" - Lugano 1847, traduit aussi en anglais.
- Mémoires du général Guillaume Pépé (1783-1846) : la Révolution, l'Empire, la Restauration et le royaume de Naples, publiés d'après l'édition originale par Léo Mouton, Paris, 1906, Perrin, 422 p.lire en ligne sur Gallica
- (it) "Casi d'Italia negli anni 1847, 48e 49 : continuazione delle memorie del generale Guglielmo Pepe" - Genève, 1851.
- "L'Italie politique et ses rapports avec la France et l'Angleterre" - Venise 1848.
- (fr) "Histoire des révolutions et des guerres d'Italie en 1847, 1848 et 1849" - Paris 1850, Pagnerre.

Bibliographie :
Walter Bruyère-Ostells, La Grande Armée de la Liberté, Paris, Tallandier, 2009.